# Microula hispidissima
Microula hispidissima är en strävbladig växtart som beskrevs av Wen Tsai Wang. Microula hispidissima ingår i släktet Microula och familjen strävbladiga växter. Inga underarter finns listade i Catalogue of Life.